# Великая Березна
Великая Березна (укр. Велика Березна) — село в Шепетовском районе Хмельницкой области Украины.

## История
В июле 1995 года Кабинет министров Украины утвердил решение о приватизации находившегося здесь птицесовхоза «Полонский».
Население по переписи 2001 года составляло 1187 человек.

## Местная власть
30501, Хмельницкая обл., Шепетовский р-н, г. Полонное, ул. Леси Украинки, 114